# 尹礼 (东汉)
尹禮（2世紀—222年），别名盧兒，在《全琮傳》中被記作“尹盧”。漢末三國人物，是臧霸所率領的泰山寇之一。後199年盟友呂布敗死後歸順曹操，成為其帳下武將，被任為东莞郡太守。
吳黃武元年（魏黃初三年，222年），孫權背魏，征南將軍曹仁派遣臧霸強襲吳軍，遭到吳軍全琮、徐盛的反擊，尹禮在此戰中死於全琮之手。